# Sclerophrys funerea
Sclerophrys funerea – gatunek płaza bezogonowego z rodziny ropuchowatych (Bufonidae).

## Występowanie
Gatunek występuje na rozległym obszarze środkowej Afryki obejmującym wschodni Gabon, prawie całe Kongo (oprócz ziem leżących na północy i zachodzie kraju), większą część Demokratycznej Republiki Konga (z pominięciem terenów wysuniętych najbardziej na północ i tych na południowym wschodzie), północną i środkową Angolę, zachodnią Ugandę, a także Burundi i Rwandę.
Zamieszkuje ściółkę leśną w lasach deszczowych. Radzi sobie w środowiskach nieznacznie zmienionych przez człowieka, ale nie w zdegradowanych.

## Rozmnażanie
Przebiega w środowisku wodnym. Samica podczas pory suchej składa swe jaja w obrębie strumienia o wolnym nurcie. W rozwoju występuje kijanka, larwa rozwijająca się w wodzie.

## Status
W Czerwonej księdze gatunków zagrożonych IUCN płaz ten od 2004 roku klasyfikowany jest jako gatunek najmniejszej troski (LC, ang. Least Concern).
Zwierzę sprawia wrażenie pospolitego, a szczególnie często spotyka się je w Ugandzie.
Trend liczebności populacji nie jest znany.